# Orgue major del Convent de Sant Francesc (Palma)
L'orgue major del Convent de Sant Francesc està situat al propi convent, al carrer de Sant Francesc de la ciutat de Palma.

## Descripció
Dins aquesta església i convent construïdes al segle xiii, trobem l'orgue major -construït al voltant del segle XVI- situat a la capella de Sant Benet de Palermo. L'instrument està format per tres cossos repartits al llarg de l'església: l'Orgue Major i el Recitatiu, que es troben a la capella anteriorment mencionada (la de l'antic orgue); l'Orgue d'Ecos a la capella de Sant Miquel; i la consola i el Positiu al cor.

## Història
La construcció del temple té lloc en gener del 1281, gràcies a la concessió d'un nou terreny (l'actual) per part del rei Jaume II. No obstant, no és fins a principis del segle xvi quan es troben les primeres notícies d'un orgue al convent. Gabriel Blancafort, orguener, relata que el 1518 o 1525 intervé l'orguener Narcís Miquel de Cerdanya en la construcció d'un orgue nou. Pel contrari, és sabut que aquest treballa el 1525 al convent de Sant Francesc de Barcelona i no resta en cap altra església de Mallorca, pel qual es dedueix que és una confusió.
El juny de 1539, s'hi troba documentat un acord entre el guardià del convent, Fra Pere Canals, i l'orguener català Gaspar Roig, sobre el pagament de la construcció de l'orgue major. Quatre anys més tard, el 1543, es signa un nou document entre el senyor Roig i el nou guardià del convent, Fra Ramon Calaf. Aquest ens mostra que el 9 d'abril d'aquest any, encara es troba en construcció, però es dedueix que l'orgue finalitzaria aquest mateix mes. A més, com ocorre sovint en aquell moment, l'orgue es tancava amb unes portes per mitjà de l'ajuda d'unes cordes. La traça d'aquestes encara s'observa a través del coll de vidre que resta al centre de la façana.
Dins el Llibre de visites, s'hi tracta unes millores realitzades a l'església el 1668, i se cita la construcció d'un quadre de Santa Cecília per a cobrir la cadireta de l'orgue. Actualment, aquesta es troba buida i mutilada, però s'hi observen els forats en els quals girava el corró de la cortina i els de les cordes que la movien.
En la reforma duta a terme el 1741 (canvi de l'antiga capella de Santa Maria Magdalena i Sant Roc -actual capella de Sant Antoni- a la de Sant Benet de Palermo) de la mà de l'orguener Caymari, s'afegeixen a l'orgue tres Clarins i s'hi canvia l'ornamentació de gòtica i barroca.
No es tenen més referències fins a l'abril de 1771, quan es signa el contracte per a la reforma de l'orgue entre Fra Bartomeu Rubí (ministre provincial) i els orgueners de la família Bosch, Jordi i Pere Josep. L'objectiu principal d'aquesta tasca, és atorgar-li la Trompeteria de Batalla. Malgrat que s'havia restaurat l'orgue recentment, es necessiten instal·lar els jocs de batalla, ja que el convent de Sant Domingo de Palma -principal rival del de Sant Francesc- els obté l'any 1762 gràcies al mateix orguener. Jordi Bosch relata detalladament la reforma que realitza al convent de Sant Francesc pel valor de 1820 lliures. Entre d'altres modificacions, construeix dos secretets nous, canvia els tubs de fusta de la Corneta per metall, deixa intacta la cadireta i intervé en altres orgues de l'església.
L'any 1772, l'orguener Jordi Bosch és reclamat a Madrid per Carles III, pel qual resulta Pere Josep Bosch l'encarregat de finalitzar la restauració. No obstant, aquest té problemes a l'hora de cobrar l'últim pagament perquè el convent s'assegurava que no havia realitzat una bona feina i que els dos familiars Bosch havien firmat un contracte en privat. La discussió es dugué al tribunal del Bisbat de Mallorca el 1774; i, el convent, descontent amb la resolució, el presenta al Tribunal de l'Arquebisbe de València.
L'any 1906, se cedeixen l'església i el convent als franciscans de la TOR, que es convertiren en els principals precursors de la reforma del Papa Piu X, al voltant de l'ensenyança del cant gregorià. A més, foren els encarregats de propulsar les reparacions tant de l'Orgue Major com del Cor, que foren encarregades a l'orguener Julià Munar entre el 1907 i 1909.
A pesar que aquest orgue no havia patit cap canvi durant l'exclaustració del 1835, el 1956 el Provincial Pare Antoni Bauzà, demana la seua reforma a la Casa Organería Española S.A. i Alberdi. Com que no especifica cap requeriment, Alberdi creaun orgue produït amb materials de postguerra: els tubs interiors antics es canvien per uns nous de zenc i estany. Pel que fa al material per a la transmissió elèctrica és de fabricació casolana o de la Cia Telefónica. L'orgue és inaugurat el maig de 1956 a càrrec de l'organista Rvd. Joan Musset, que va haver de canviar el programa per un retard acústic de l'orgue. Malgrat que la reforma costa una fortuna, és sabut que fou una clara estafa. Pagada per Eleonor Servera de March, tal com consta a una làpida situada a la part darrera de la consola.
El 1984, els orgueners Calvano i Bernal, afigen un quart teclat, que era original de l'Orgue d'Ecos. No obstant, l'organista P. Antoni Martorell, comenta que fou una reforma en và.

## Situació actual[2]
Les dades que s'hi tenen de l'orgue, quaranta anys després de la seua construcció, deixen entreveure que no ha gaudit d'una bona conservació ja que manca, entre altres coses, dels mecanismes elèctrics i pneumàtics. No obstant això, encara s'utilitza habitualment.
Actualment, s'estudia la reconstrucció de l'Orgue Major al lloc antic, amb quatre teclats i Pedal de transmissió mecànica, pel qual contaria amb uns 45 registres. Presentat aquest projecte per Pere Reynés. Pel que fa a l'Orgue del Cor, quedaria amb dos teclats, Pedal i transmissió elèctrica.

## Dades tècniques sobre la consola
L'Orgue Major, consta d'uns quatre teclats de 56 notes (de C a G'') i un pedaler de 30 notes (C- F'). La disposició de l'Orgue Major i el Recitatiu (ambdós disposats actualment a la capella de Sant Benet de Palermo) és la següent:
|                            | Pedal         |
| -------------------------- | ------------- |
| Flautat 16'                | Contras 16'   |
| Flautat 8'                 | Subbaix 16'   |
| Violó Xemeneia 8'          | Quintatón16'  |
| Octava 4'                  | Contras 8'    |
| Dotzena- quincena          | Violó 8'      |
| Ple V                      | Quintadena 8' |
| Trompeta Reial 8'          | Octava 4'     |
| Baixonet - T. Magna 4'-16' | Fagot 16'     |
|                            | Trompeta 8'   |
|                            | Clarí 4'      |

|                    | Acoblaments         |
| Flauta dolça 8'    | I/P., II/P., III/P. |
| Gamba 8'           | II/I, III/I, IV/I   |
| Celest 8'          | -16', 4 Comb. F.    |
| Octava 4'          | I Comb. Lliure      |
| Flauta Xemeneia 4' | I/I/8' Ex. Tutti    |
| Nassard 2 2/3'     | Trèmolo: I, II, III |
| Flauta punta 2'    | P. P. autom.        |
| Decisetena 1 3/5'  | Mix. Ex.            |
| Corneta V          | Lleng. Ex.          |
| Címbala II         |                     |
| Trompeta 8'        |                     |
| Fagot-Oboè 8'      |                     |
| Clarí 4'           |                     |

## Orgueners de l'Orgue Major[4]
A continuació, presentem una llista d'alguns dels orgueners que sabem treballaren en la construcció, reforma i/o restauració de l'Orgue Major: 
- Gaspar Roig (contract de construcció, 1536)
- Damià Caymari II (renovació -canvi d'ubicació- de l'Orgue Major, renovació de l'orgue de la capella de Sant Miquel, 1741)
- Pere Josep Bosch (renovació, 1771-1774)
- Jordi Bosch (renovació, 1771)
- Julià Munar i Puig (reparacions Orgue Major i del Cor, 1907-1909)
- Antonio Alberdi Aguirrezábal (construcció, 1956)
- Calvano-Bernal (afegiment teclat, 1984)